# Państwowe Muzeum Archeologiczne w Warszawie

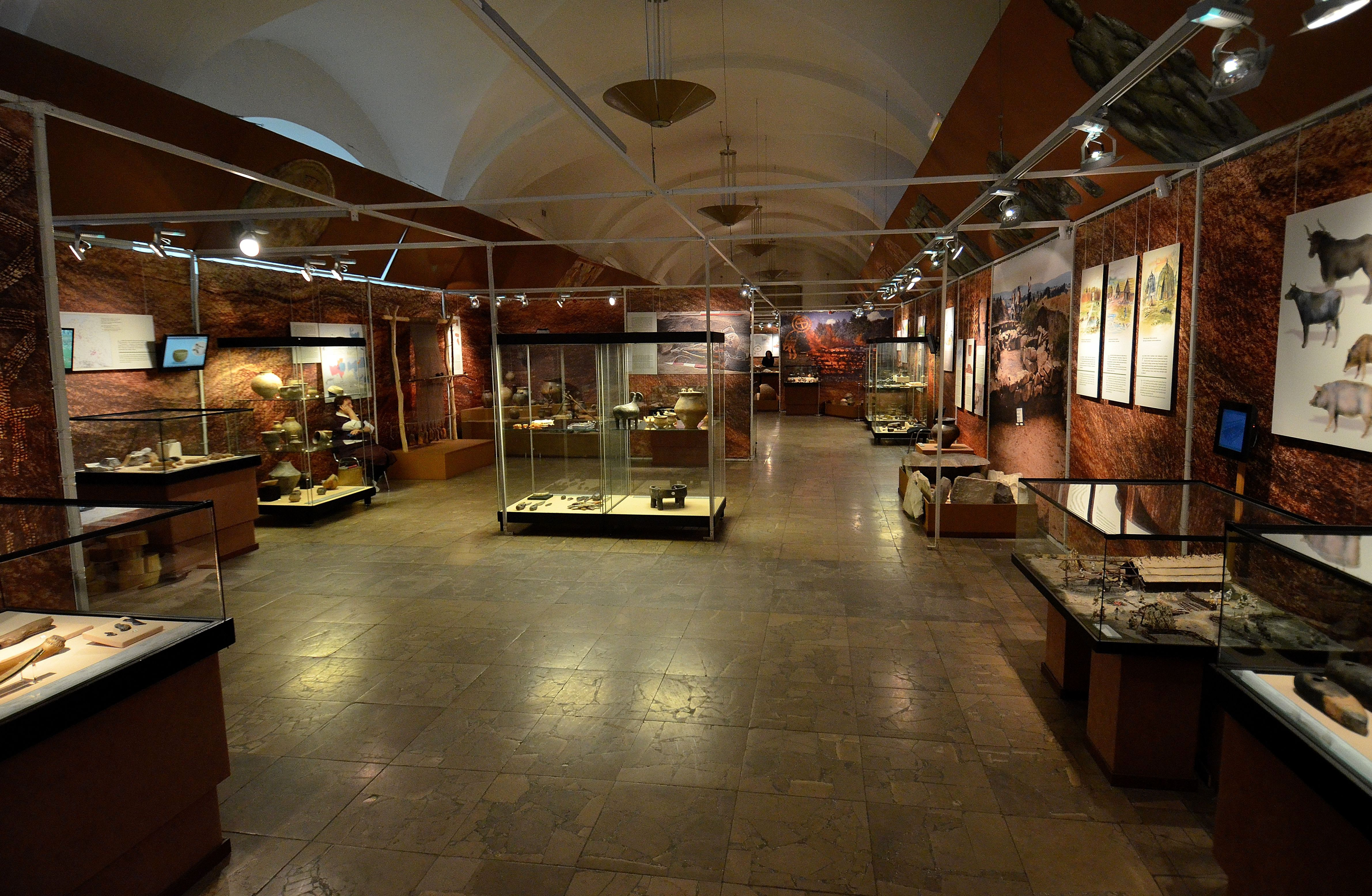
Zbiory Działu Neolitu na parterze

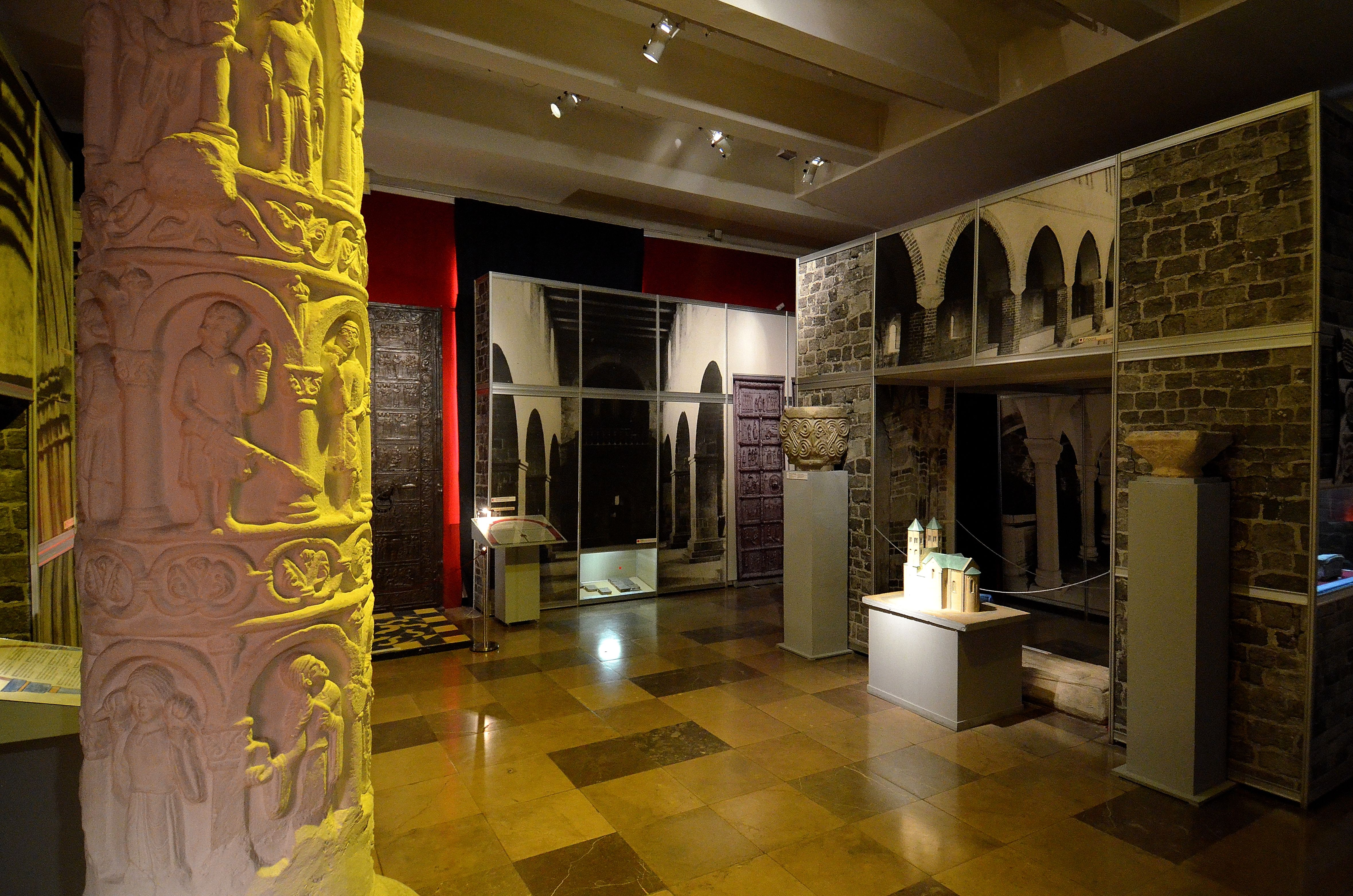
Fragment ekspozycji na pierwszym piętrze (zbiory Działu Wczesnego Średniowiecza)

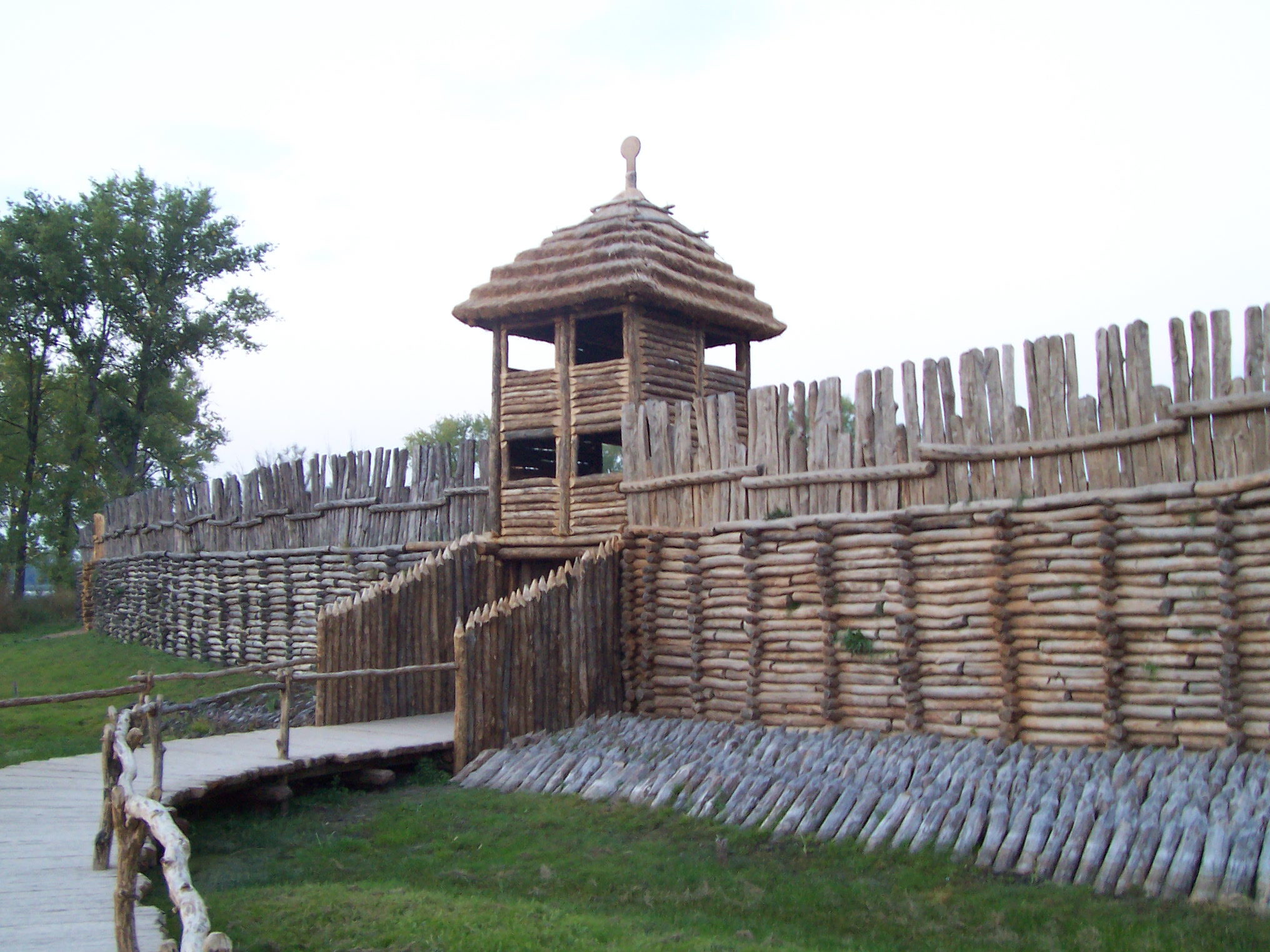
Osada w Biskupinie

Państwowe Muzeum Archeologiczne w Warszawie (PMA) – muzeum archeologiczne w Warszawie, narodowa instytucja kultury założona w 1928 w oparciu o zbiory Państwowego Grona Konserwatorów Zabytków Przedhistorycznych (1920), od 1958 siedzibą muzeum jest Arsenał Królewski w Warszawie; od 1929 muzeum wydaje „Wiadomości Archeologiczne” (1873), od 1951 „Materiały Starożytne i Wczesnośredniowieczne”.

## Historia

### Lata przedwojenne
Muzeum powstało na bazie wcześniejszych projektów (Państwowe Grono Konserwatorów Zabytków). Państwowe Muzeum Archeologiczne w Warszawie powstało w roku 1923 w oparciu o Reskrypt Organizacyjny wydany przez Ministerstwo Wyznań Religijnych i Oświecenia Publicznego. W 1928 wyszło rozporządzenie Prezydenta Rzeczypospolitej z mocą ustawy o Państwowym Muzeum Archeologicznym zawierające m.in. statut muzeum, w którym muzeum otrzymało rangę państwowego zakładu naukowo-badawczego z zadaniem badania prahistorii ziem Polski, gromadzenia, przechowywania i udostępniania zbiorów, a także konserwację zabytków oraz popularyzację prahistorii. Organizatorem kolekcji był Roman Jakimowicz.
W skład personelu muzeum do roku 1938 wchodziło sześciu pracowników naukowych: poza Jakimowiczem byli to Stefan Krukowski, Konrad Jażdżewski, Zygmunt Szmit (aczkolwiek tylko przez krótki czas do swojej śmierci w 1929 r.), Kazimierz Salewicz i Zbigniew Durczewski. Pracownicy muzeum prowadziło badania naukowe w całej Polsce.
W okresie międzywojennym placówka pełniła funkcję centrum ochrony zabytków archeologicznych i przyjęła zabytki archeologiczne z kolekcji byłego Muzeum Przemysłu i Rolnictwa, kolekcje po prof. Józefie Przyborowskim, prof. Adolfie Pawińskim, Kalikście Jagminie, Wojciechu Gersonie, Bogusławie Wernerze oraz część zbiorów Zygmunta Glogera. Zbiory muzeum w 95% składały się z materiałów pozyskanych w czasie badań terenowych. W okresie tym staraniem dyrekcji muzeum otwarto rezerwat archeologiczny w neolitycznej kopalni krzemienia w Krzemionkach Opatowskich.
Muzeum wstępnie mieściło się w części budynku dawnej szkoły podchorążych w Łazienkach, był to jednak obiekt prowizoryczny. Później Muzeum miało siedzibę przy ul. Idźkowskiego 4 i magazyny w piwnicach Galerii Luksemburga. Przed II wojną światową, w 1938 r., dyskutowano zwiększenie budżetu, powiększenie kadry pracowniczej, stworzenie powiązanego instytutu badawczego oraz budowę nowego gmachu dla PMA, w sierpniu 1939 r. zapadła decyzja o przeznaczeniu dla muzeum działki przy alei Polskiej Organizacji Wojskowej; inwestycji jednak nie rozpoczęto z powodu wybuchu wojny.
Według Karczewskiego „nie można zarzucić Muzeum niekompetencji czy niewystarczającego zaangażowania w swoje statutowe obowiązki, problem tkwił w niewystarczającej kadrze, problemach lokalowych oraz niewystarczających nakładach finansowych na działalność statutową ze strony budżetu państwa”.

### Po II wojnie światowej
Po 1945 do zbiorów muzeum dołączyły eksponaty Muzeum Archeologicznego Warszawskiego Towarzystwa Naukowego im. Erazma Majewskiego oraz pochodzące z wykopalisk w Biskupinie. W styczniu 1956 Muzeum w Biskupinie zostało oddziałem PMA.
W 1958 siedzibą muzeum został budynek Arsenału w Warszawie przy ul. Długiej 52, a w 1964 na potrzeby magazynowe zajęło zespół dworsko-pałacowy w Rybnie koło Sochaczewa (z czasem oddział rozwinął się także jako miejsce pracy i wykorzystania zbiorów).
W związku z realizacją programu Modernizacja skrzydeł północnego i wschodniego Arsenału Warszawskiego od 2018 wszystkie wystawy, zajęcia edukacyjne oraz działalność Biblioteki Naukowej zostały zawieszone. Prace modernizacyjne budynku zostały zaplanowane na lata 2019–2025. Obecnie trwają prace nad projektem nowej wystawy stałej.

## Działalność PMA
Państwowe Muzeum Archeologiczne prowadzi działalność muzealną organizując wykopaliska w różnych częściach Polski, opracowuje i publikuje wyniki badań własnych oraz innych muzeów i instytucji związanych z archeologią.
PMA popularyzuje archeologię i prahistorię zarówno we własnych siedzibach, jak i w innych muzeach, także zagranicznych. Muzeum prowadzi lekcje muzealne, projekcje filmowe, a także pokazy tzw. archeologii żywej – pokazy dawnych technik i obróbki surowca. Od 1995 PMA wraz z Uniwersytetem Warszawskim organizuje festyny archeologiczne w Biskupinie.

## Działy
- Dział Epoki Paleolitu i Mezolitu – kierownik: mgr Elżbieta Ciepielewska
- Dział Epoki Neolitu– kierownik: mgr Sławomir Sałaciński,
- Dział Epoki Brązu i Wczesnej Epoki Żelaza – kierownik: mgr Mirosława Andrzejowska
- Dział Epoki Żelaza – kierownik: dr Jacek Andrzejowski
- Dział Archeologii Bałtów – kierownik: dr Anna Bitner-Wróblewska
- Dział Wczesnego Średniowiecza i Archeologii Czasów Nowożytnych – kierownik: mgr Andrzej Piotrowski
- Gabinet Numizmatyczny – kierownik: mgr Maciej Widawski
- Pracownia Antropologiczna – kierownik: dr Łukasz Maurycy Stanaszek
- Pracownia Archeologicznych Badań Ratowniczych – kierownik: mgr Witold Migal
- Zespół Zarządzania Informacją Muzealną (Główny Inwentaryzator) – kierownik: mgr Agnieszka Jaskanis
- Pracownia Dokumentacji Naukowej – kierownik: mgr Krystyna Piotrowska
- Pracownia Inwentaryzacji i Ruchu Muzealiów
- Pracownia Dokumentacji Wizualnej Muzealiów – kierownik: mgr Lidia Kobylińska
- Dział Konserwacji Muzealiów – kierownik: Główny Konserwator PMA dr Aleksandra Rowińska
- Biblioteka Naukowa – kierownik: mgr Ewa Talarek
- Dział Wydawnictw – kierownik: mgr Kaja Jaroszewska
- Dział Wystaw i Popularyzacji – kierownik: mgr Roman Chojnowski
- Stanowisko ds. Promocji – kierownik: mgr Małgorzata Ściborowska
- Ośrodek Magazynowo-Studyjny w Rybnie – kierownik: mgr Adam Kulesza